# Dicraeus nigroantennatus
Dicraeus nigroantennatus är en tvåvingeart som beskrevs av Nartshuk 1992. Dicraeus nigroantennatus ingår i släktet Dicraeus och familjen fritflugor.
Artens utbredningsområde är Vietnam. Inga underarter finns listade i Catalogue of Life.